# Zrin

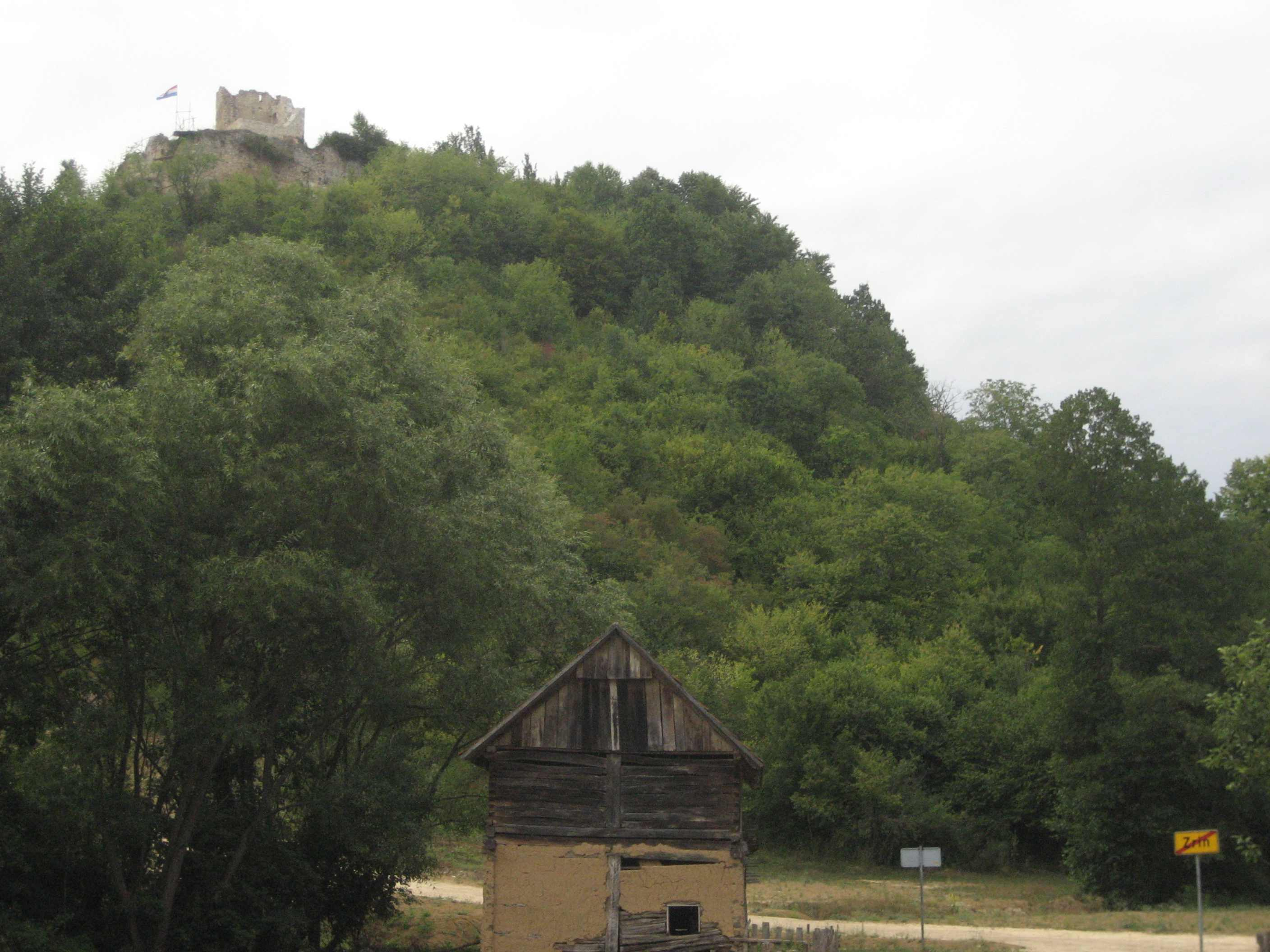
Zrin

Zrin ist eine Ortschaft in Kroatien in der Gespanschaft Sisak-Moslavina und gehört zur Gemeinde Dvor. Sie befindet sich an den südlichen Ausläufern der Zrinska gora.
Die alte Burg Zrin oberhalb der Ortschaft war der Stammsitz der kroatischen Adelsfamilie Zrinski (= von Zrin), eines Zweiges des Hauses Šubić, aus denen mehrere Bane (Vizekönige) von Kroatien hervorgegangen sind.